# Liste der flächengrößten Gemeinden Hessens
Die Liste der 100 flächengrößten Gemeinden Hessens stellt die 100 der Fläche nach größten hessischen Gemeinden zusammen.
Die drei flächengrößten Städte in Hessen sind Frankfurt am Main, Wiesbaden und Oberzent. Die flächengrößte Gemeinde ohne Stadtrecht ist die Gemeinde Diemelsee gefolgt von Ludwigsau und Knüllwald. Unter den 100 flächengrößten Gemeinden Hessens sind Regierungsbezirk Darmstadt, Regierungsbezirk Gießen und Regierungsbezirk Kassel wie folgt vertreten.
Großstädte (ab 100.000 Einwohnern) werden fett, Gemeinden ohne Stadtrecht kursiv dargestellt.

## Sortierbare Liste der Gemeinden
Die Liste ist durch Klick auf das Symbol spaltenweise sortierbar. Gebietsstand gem. verlinkten Städten/Gemeinden.
| Rang | Fläche in km² | Gemeinde                  | Status/Kreiszugehörigkeit     | Regierungsbezirk | Letzte große Veränderung            |
| ---- | ------------- | ------------------------- | ----------------------------- | ---------------- | ----------------------------------- |
| 1.   | 248,31        | Frankfurt am Main         | Kreisfreie Stadt              | Darmstadt        | 1910, 1928 (1972) (siehe Liste)     |
| 2.   | 203,87        | Wiesbaden                 | Kreisfreie Stadt              | Darmstadt        | 1977 (6 Gemeinden mit 40 km² hinzu) |
| 3.   | 165,59        | Oberzent                  | Odenwaldkreis                 | Darmstadt        | 2018                                |
| 4.   | 142,09        | Schlitz (Vogelsbergkreis) | Vogelsbergkreis               | Gießen           | 1969, 1971 und 1972                 |
| 5.   | 133,56        | Schotten (Stadt)          | Vogelsbergkreis               | Gießen           | 1970, 1971 und 1972                 |
| 6.   | 129,69        | Alsfeld                   | Vogelsbergkreis               | Gießen           | 1969, 1971 und 1972                 |
| 7.   | 126,69        | Witzenhausen              | Werra-Meißner-Kreis           | Kassel           | 1945, 1971 und 1974                 |
| 8.   | 126,37        | Bad Arolsen               | Landkreis Waldeck-Frankenberg | Kassel           | 1970, 1971 und 1974                 |
| 9.   | 124,88        | Frankenberg (Eder)        | Landkreis Waldeck-Frankenberg | Kassel           | 1970 und 1971                       |
| 10.  | 123,98        | Korbach                   | Landkreis Waldeck-Frankenberg | Kassel           | 1970 und 1971                       |
| 11.  | 123,93        | Marburg                   | Landkreis Marburg-Biedenkopf  | Gießen           | 1931 und 1974                       |
| 12.  | 122,88        | Büdingen                  | Wetteraukreis                 | Kassel           | 1970 und 1972                       |
| 13.  | 122,09        | Darmstadt                 | Kreisfreie Stadt              | Darmstadt        | 1937 und 1977                       |
| 14.  | 121,56        | Diemelsee (Gemeinde)      | Landkreis Waldeck-Frankenberg | Kassel           | 1971 (13 Gemeinden)                 |
| 15.  | 120,08        | Bad Wildungen             | Landkreis Waldeck-Frankenberg | Kassel           | 1940, 1970 und 1971                 |
| 16.  | 119,77        | Hünfeld                   | Landkreis Fulda               | Kassel           | 1971                                |
| 17.  | 118,35        | Nidda                     | Wetteraukreis                 | Kassel           | 1970, 1971 und 1972                 |
| 18.  | 115,73        | Waldeck (Stadt)           | Landkreis Waldeck-Frankenberg | Kassel           | 1971 und 1974                       |
| 19.  | 115,72        | Edertal                   | Landkreis Waldeck-Frankenberg | Kassel           | 1971 und 1974                       |
| 20.  | 113,31        | Schlüchtern               | Main-Kinzig-Kreis             | Darmstadt        | 1969, 1971 und 1974                 |
| 21.  | 111,95        | Wolfhagen                 | Landkreis Kassel              | Kassel           | 1971                                |
| 22.  | 111,93        | Ludwigsau                 | Landkreis Hersfeld-Rotenburg  | Kassel           | 1971 und 1972 (12 Gemeinden)        |
| 23.  | 111,84        | Sinntal                   | Main-Kinzig-Kreis             | Darmstadt        | 1969, 1972, 1974 und 1977           |
| 24.  | 111,29        | Sontra                    | Werra-Meißner-Kreis           | Kassel           | 1971 und 1974                       |
| 25.  | 106,78        | Kassel                    | Kreisfreie Stadt              | Kassel           | 1899, 1906, 1926, 1928, 1936, 1975  |
| 26.  | 106,67        | Haiger                    | Lahn-Dill-Kreis               | Gießen           | 1970, 1971 und 1977                 |
| 27.  | 106,62        | Butzbach                  | Wetteraukreis                 | Darmstadt        | 1970, 1972 und 1977                 |
| 28.  | 105,87        | Hessisch Lichtenau        | Werra-Meißner-Kreis           | Kassel           | 1971, 1972 und 1974                 |
| 29.  | 106,67        | Steinau an der Straße     | Main-Kinzig-Kreis             | Darmstadt        | 1970, 1971 und 1977                 |
| 30.  | 104,56        | Wetter (Hessen)           | Landkreis Marburg-Biedenkopf  | Gießen           | 1971 und 1974                       |
| 31.  | 104,04        | Fulda                     | Landkreis Fulda               | Kassel           | 1972 und 1974                       |
| 32.  | 102,00        | Lauterbach (Hessen)       | Vogelsbergkreis               | Gießen           | 1939, 1971 und 1972                 |
| 33.  | 100,68        | Knüllwald                 | Schwalm-Eder-Kreis            | Kassel           | 1971 (9 Gemeinden)                  |

Nachfolgend (nach Größe sortiert) weitere der 100 flächengrößten Städte und Gemeinden aus Hessen unter 100 km²; jeweils mit Ortsnamen und nachfolgender Flächengröße:
34. Homberg (Efze), Kreisstadt	99,99; 
35. Vöhl	98,81;
36. Spangenberg, Liebenbachstadt	97,7; 
37. Laubach, Stadt	97,02; 
38. Lichtenfels, Stadt	96,73; 
39. Waldkappel, Stadt	96,48; 
40. Heidenrod	95,94; 
41. Bebra, Stadt	93,64; 
42. Grebenhain	91,62; 
43. Haina (Kloster)	91,28
44. Kirchhain, Stadt	90,92; 
45. Biedenkopf, Stadt	90,33
46. Neuhof	90,28; 
47. Eiterfeld	89,83; 
48. Gersfeld (Rhön), Stadt	89,37; 
49. Gutsbezirk Spessart	89,3; 
50. Grünberg, Stadt	89,24; 
51. Fritzlar, Dom- und Kaiserstadt	88,78; 
52. Homberg (Ohm), Stadt	88,02; 
53. Hofbieber	87,2; 
54. Michelstadt, Stadt	86,98; 
55. Groß-Umstadt, Stadt	86,84; 
56. Hungen, Stadt	86,74; 
57. Birstein	86,63; 
58. Zierenberg, Stadt	86,53; 
59. Hofgeismar, Stadt	86,39; 
60. Mücke	86,23; 
61. Frielendorf	85,82; 
62. Schwalmstadt, Stadt	84,74; 
63. Dillenburg, Stadt	83,89; 
64. Felsberg, Stadt	83,28; 
65. Diemelstadt, Stadt	82,58; 
66. Borken (Hessen), Stadt	82,3; 
67. Willingen (Upland)	80,19; 
68. Herbstein, Stadt	79,98; 
69. Kirtorf, Stadt	79,91; 
70. Rotenburg a.d. Fulda, Stadt	79,83; 
71. Idstein, Stadt	79,7; 
72. Biebergemünd	78,55; 
73. Stadtallendorf, Stadt	78,29; 
74. Lich, Stadt	77,63; 
75. Weilmünster, Marktflecken	77,42; 
76. Allendorf 77,01;
77. Hanau, Brüder-Grimm-Stadt	76,51; 
78. Wetzlar, Stadt	75,67; 
79. Gedern, Stadt	75,24; 
80. Wald-Michelbach	74,36; 
81. Twistetal	74; 
82. Großenlüder	73,92; 
83. Bad Hersfeld, Kreisstadt	73,83; 
84. Riedstadt, Stadt	73,76; 
85. Bad Sooden-Allendorf, Stadt	73,52; 
86. Ebsdorfergrund	72,89; 
87. Gießen, Universitätsstadt	72,56; 
88. Lampertheim, Stadt	72,28; 
89. Gladenbach, Stadt	72,28; 
90. Dautphetal	72,03; 
91. Weilrod	71,16; 
92. Kalbach	70,64; 
93. Hilders	70,38; 
94. Trendelburg, Stadt	69,35; 
95. Gründau	67,64; 
96. Volkmarsen, Stadt	67,47; 
97. Greifenstein	67,41; 
98. Rauschenberg, Stadt	67,33; 
99. Taunusstein, Stadt	67,03; 
100. Babenhausen, Stadt	66,87 

## Übersicht und Kürzel der Kreise
| FD  | Landkreis Fulda                   |
| ESW | Werra-Meißner-Kreis               |
| HEF | Landkreis Hersfeld-Rotenburg      |
| HR  | Schwalm-Eder-Kreis                |
| KB  | Landkreis Waldeck-Frankenberg     |
| KS  | Landkreis Kassel und Stadt Kassel |

| GI  | Landkreis Gießen             |
| LDK | Lahn-Dill-Kreis              |
| LM  | Landkreis Limburg-Weilburg   |
| MR  | Landkreis Marburg-Biedenkopf |
| VB  | Vogelsbergkreis              |

| DA  | Landkreis Darmstadt-Dieburg und Stadt Darmstadt |
| ERB | Odenwaldkreis                                   |
| F   | Stadt Frankfurt am Main                         |
| FB  | Wetteraukreis                                   |
| GG  | Landkreis Groß-Gerau                            |
| HG  | Hochtaunuskreis                                 |
| HP  | Landkreis Bergstraße                            |
| HU  | Stadt Hanau                                     |
| MKK | Main-Kinzig-Kreis                               |
| MTK | Main-Taunus-Kreis                               |
| OF  | Landkreis Offenbach und Stadt Offenbach am Main |
| RÜD | Rheingau-Taunus-Kreis                           |
| WI  | Landeshauptstadt Wiesbaden                      |

## Sonstiges
In der Liste sind gemeindefreie Gebiete in Hessen nicht aufgeführt, obwohl sie teilweise erhebliche Größen (Gutsbezirk Reinhardswald 184,16 km²) haben.